# 대동초등학교 (성주군)
대동초등학교는 대한민국 경상북도 성주군에 있는 공립 초등학교이다.

## 학교 연혁
- 1964. 05. 05 용암국민학교 대동분교장 설립
- 1966. 06. 30 대동국민학교 인가
- 1967. 03. 21 대동국민학교 개교
- 1970. 02. 28 제1회 졸업
- 1981. 03. 01 대동국민학교 병설유치원 설립
- 1996. 03. 01 대동초등학교로 개칭
- 2009. 03. 01 농산어촌 연중 돌봄학교 교과부 지정(2012년까지)
- 2015. 02. 13 제46회 졸업(졸업생 총인원수: 1,580명)
- 2015. 03. 01 5학급 편성(특수학급1), 유치원 1학급 편성
- 2015. 03. 01 제19대 이형석 교장 부임

## 참고 자료
- 대동초등학교 - 한국교육학술정보원 학교알리미